# Tybory-Żochy
Tybory-Żochy – wieś w Polsce położona w województwie podlaskim, w powiecie wysokomazowieckim, w gminie Wysokie Mazowieckie. 
Zaścianek szlachecki Żochy należący do okolicy zaściankowej Twarogi położony był w drugiej połowie XVII wieku w ziemi drohickiej województwa podlaskiego. W latach 1975–1998 miejscowość administracyjnie należała do województwa łomżyńskiego. 
Wierni kościoła rzymskokatolickiego należą do parafii św. Michała Archanioła w Jabłonce Kościelnej.

## Historia
Wieś założona prawdopodobnie w XV w. 
W roku 1827 miejscowość liczyła 15 domów i 88. mieszkańców. Pod koniec XIX w. należała do gminy Dzięciel i parafii Jabłonka. W pobliżu kilka innych wsi tworzących tzw. okolicę szlachecką Tybory.
W roku 1921 we wsi naliczono 15 budynków z przeznaczeniem mieszkalnym oraz 89. mieszkańców (42. mężczyzn i 47 kobiet). Wszyscy zgłosili narodowość polską i wyznanie rzymskokatolickie.

## Podstawowe informacje o miejscowości
- miejscowość położona jest 4 km. od Wysokiego Mazowieckiego, 16 km. od Zambrowa i 5 km. od Jabłonki Kościelnej
- we wsi znajduje się duży krzyż z roku 1886 i dwie stare kapliczki (rok wybudowania nieznany).